# 补要村遗址
补要村遗址位于河北省邢台市临城县东部临城镇补要村与村东南镇楼公路南北两侧的农田中，遗址分仰韶时期、先商时期、晚商时期、东周至秦汉时期和唐宋时期5期。该遗址被中华人民共和国国务院列入第七批全国重点文物保护单位。